# Escut de Castellfort
L'escut oficial de Castellfort (els Ports) té el següent blasonament:
| « | Cairó. Truncat. Al primer quarter, d'or, quatre pals de gules. Al segon quarter, de gules, dues torres d'argent, flanquejant una porta amb torre central més alta. Al timbre, corona reial oberta. | » |

## Història
Resolució de 10 de maig de 2012, del conseller de Presidència, per la qual es rehabilita l'escut històric d'ús immemorial del municipi de Castellfort (DOGV, núm. 6.781, de 24 de maig de 2012).